# Kenny McLean
Kenny McLean (* 8. Januar 1992 in Rutherglen) ist ein schottischer Fußballspieler, der bei Norwich City spielt. Seit 2016 ist er zudem für die schottische Fußballnationalmannschaft aktiv.

## Karriere

### Verein
Kenny McLean wurde im Januar 1992 in Rutherglen, einem Vorort von Glasgow geboren. Er begann seine Karriere im Jahr 2009 beim FC Arbroath an der schottischen Ostküste. Für den Drittligisten debütierte McLean am 12. Dezember 2009 gegen Stirling Albion. Im April 2010 erzielte der zentrale Mittelfeldspieler sein erstes Profitor. Für die Red Lichties spielte McLean in insgesamt zwanzig Drittligapartien der Saison 2009/10 und erzielte dabei ein Tor. Im August 2010 wechselte der 18-Jährige zum schottischen Erstligisten FC St. Mirren. Hier wurde er in seiner ersten Saison schnell zum Stammspieler. Mit den Saints erreichte er im Jahr 2013 das Finale des Scottish League Cup. Im Februar 2015 wechselte McLean für eine Ablösesumme von ca. 300.000 Pfund zum Ligakonkurrenten FC Aberdeen.

### Nationalmannschaft
Kenny McLean spielte im Oktober 2010 einmal in der schottischen U 19 gegen Norwegen. Von 2011 bis 2014 war McLean elfmal in der U 21 aktiv. Im März 2016 wurde McLean von Nationaltrainer Gordon Strachan als einer von sechs Spielern erstmals in die schottische Fußballnationalmannschaft eingeladen. Er stand beim 1:0-Auswärtserfolg in Prag gegen Tschechien in der Startelf, bevor er in der 58. Spielminute durch Matt Phillips ersetzt wurde.

## Erfolge
mit dem FC St. Mirren:
- Scottish League Cup: 2012/13